# Малі Зондські острови
Малі́ Зо́ндські острови́ (індонез. Kepalauan Nusa Tenggara, порт. Pequenas Ilhas da Sonda) — група островів у складі Малайського архіпелагу. Разом з Великими Зондськими островами утворюють Зондський архіпелаг.
Малі Зондські острови складаються з шести великих і численних дрібних островів, що лежать на схід від Яви. Їхня загальна площа становить 87 тис. км², населення — 12 мільйонів мешканців. Найбільшими островами є (з заходу на схід) Балі, Ломбок, Сумбава, Флорес і Тимор. На південь від Флорес лежить острів Сумба.

## Адміністративний поділ
На східній частині Тимору існує незалежна держава Східний Тимор. Малі Зондські острови становлять адміністративний регіон Індонезії — Малі Зондські острови (Нуса-Тенггара), що індонезійською буквально означає «південно-східні острови». Регіон розділений на провінції: Балі, Західні Малі Зондські острови та Східні Малі Зондські острови.

## Геологія
Острови є частиною Зондської вулканічної дуги, утвореної субдукцією вздовж Яванського жолоба.
Геологічно Малі Зондські острови складаються з двох різних геологічних частин. Острови півночі архіпелагу: Балі, Ломбок, Суммбава, Флорес і Ветар — вулканічного походження. Вони утворились протягом пліоцену, приблизно 15 мільйонів років тому, внаслідок зіткнення Австралійської і Євразійської плит. Острови на півдні архіпелагу: Сумба, Тимор і Бабар, не є вулканічними і є частиною Австралійської плити. Геологія та екологія півночі архіпелагу аналогічна південним Молуккським островам, які є продовженням острівної дуги на схід.
На островах існують родовища нафти й поклади заліза, марганцю та міді[джерело?].
Найвищою точкою архіпелагу є гора Ринджані на острові Ломбок, висота якої становить 3726 м.

## Флора та фауна
Між Балі та Ломбоком пролягає лінія Воллеса, яка являє собою біологічну межу між Азією й Австралією. Острів Комод відомий своїми комодоськими варанами, найбільшими лускатими на Землі. На острові Флорес було виявлено викопні рештки виду людей невеликого зросту, яких названо «флоресською людиною».

## Сільське господарство
З сільськогосподарської продукції на островах особливо добре зростають рис і кава[джерело?].